# Bibliografia Madonnei
Prima carte lansată de Madonna a fost intitulată SEX (1992). Cartea s-a dovedit a fi un succes, prima ediție a acesteia vânzându-se complet. Mai târziu a lansat o altă carte cu fotografii, The Girlie Show, care avea alături și un CD cu trei piese live din turneul The Girlie Show.
Recent a avut succes ca scriitoare de cărți de copii. Pe 15 septembrie 2003, și-a lansat prima carte de acest fel, Trandafirii englezești. 

## Publicații
| An   | Titlu                            | Publicare | Date importante |  |
| ---- | -------------------------------- | --- | --- |  |
| 1992 | SEX                              | - Lansat: 21 octombrie 1992 - Autor: Madonna - Fotograf: Steven Meisel - Editura: Maverick/Warner Books/Callaway  | - 1.400.000 de exemplare vândute în 6 luni - Debutat pe locul #1 în New York Times Best Seller list - Include un CD cu piesa „Erotic”, o versiune puțin diferită a single-ului „Erotica” - Inițial numită X. |  |
| 1994 | The Girlie Show                  | - Lansat 18 august 1994 - Autor: Madonna - Fotograf: Herb Ritts, Christopher Ciccone, Various - Editura: Callaway | - Culisele turneului din 1993 The Girlie Show World Tour - 140.000 de exemplare vândute - Include un CD cu piesele „Like a Virgin” , „In This Life”, și „Why's It So Hard” live. |  |
| 1996 | The Making of Evita              | - Lansat: 5 decembrie 1996 - Autori: Alan Parker și Madonna                                                       | - Culisele filmului Evita. |  |
| 1998 | Hainele cele noi ale împăratului | - Lansat: Octombrie 1998 - Autor: Hans Christian Andersen - Editura: Starbright Foundation - Carte cu CD audio    | - Fiecare extras este interpretat pe un CD audio de una din cele 23 de vedete, printre care Jay Leno, Madonna, Fran Drescher, Jeff Goldblum, Robin Williams și Calvin Klein. - Steven Spielberg a fost directorul de creație al proiectului creat pentru fundația '„Starbright Foundation” pentru copii bolnavi grav. - Pe CD, Madonna spune povestea din perspectiva soției împăratului. |  |
| 2003 | X-STaTIC Pro=CeSS                | - Lansat: 2003 - Fotograf: Steven Klein - Designer: Giovanni Bianco                                               | - 350$ prețul unei cărți. - 260 pagini cu 4 pagini colori, ediție limitată de numai 1000 de exemplare. - Printată în Italia |  |
| 2004 | Nobody Knows Me                  | - Lansat: ianuarie 2004 - Fotograf: variați                                                                       | - Valabil exclusiv doar timp de o lună pe site-ul oficial al Madonnei madonna.com - 52 pagini de succese, imagini rare și nemaivăzute până atunci, comentate de „o icoană și îngerii ei” - 24$ exemplarul |  |
| 2008 | Madonna Confessions              | - Lansat: 1 octombrie 2008 - Fotograf: Guy Oseary - Editura: PowerHouse                                           | - Scene din culise și de pe scena turneului Confessions. - 224 de pagini - Peste 250 de fotografii color. |  |
| 2009 | I Am Because We Are              | - Lansat: ianuarie 2009 - Fotografi: Kristen Ashburn, with foreword by Madonna - Editura: PowerHouse              | - acompaniază filmul documentar I Am Because We Are - 180 pagini |  |
| 2008 | Madonna: Sticky & Sweet          | - Lansat: februarie 2010 - Fotograf: Guy Oseary - Editura: PowerHouse                                             | - Scene din culise și de pe scena turneului Sticky & Sweet. - 308 de pagini - Peste 500 de fotografii color. |  |

## Cărți pentru copii
Trandafirii englezești a primit cea mai mare lansare a unei cărți din lume, fiind disponibilă în peste 100 de țări în ziua lansării, fiind tradusă în 30 de limbi. Acum este disponibilă în 40 de limbi și 110 țări.
| An   | Titlu                                             | Publicare | Date importante |  |
| ---- | ------------------------------------------------- | --- | --- |  |
| 2003 | Trandafirii englezești                            | - Lansat: 15 septembrie, 2003 - Editura: Callaway/Puffin - Autor: Madonna - Ilustrații: Jeffrey Fulvimari                                        | - Vândută în peste 500.000 de exemplare - A debutat pe locul 1 în New York Times Best Seller list - Pe locul 1 timp de șapte săptămâni în New York Times Children's #1 Best Seller |  |
| 2003 | Merele domnului Peabody                           | - Lansat: 10 noiembrie, 2003 - Editura: Callaway/Puffin - Ilustrații: Loren Long                                                                 | - A debutat pe locul 1 în New York Times Best Seller list |  |
| 2004 | Yakov and the Seven Thieves                       | - Lansat: 26 aprilie, 2004 - Editor: Callaway/Puffin - Autor: Madonna - Ilustrații: Gennady Spirin                                               | - A debutat pe locul 7 în New York Times Best Seller list - Include fotografii din culisele filmului Evita.                                                                        |  |
| 2004 | The Adventures of Abdi                            | - Lansat: 30 noiembrie, 2004 - Editura: Callaway/Puffin - Autor: Madonna - Ilustrații: Andrej Dugin                                              | - Top 10 în New York Times Best Seller list |  |
| 2005 | Lotsa De Casha                                    | - Lansat: 2 iunie, 2005 - Editura: Callaway/Puffin - Autor: Madonna - Ilustrații: Rui Paes                                                       | - Top 10 în New York Times Best Seller list |  |
| 2006 | 5 Books for Children Box Set                      | - Lansat: 6 octombrie, 2006 - Editura: Callaway/Puffin - Autor: Madonna - Ilustrații: Stacy Peterson                                             | - Conține cele cinci cărți lansate anterior. - Pe coperta cutiei, este desenată Madonna citind copiilor ei Lourder și Rocco.                                                       |  |
| 2006 | The English Roses and Other Stories (Audio)       | - Carte audio (UK) - Lansat: 6 octombrie 2006 - Editura: Callaway/Puffin Audiobooks - Autor: Read by Madonna - Ilustrații: Stacy Peterson        | - Primele cinci cărți pentru copii citite de Madonna |  |
| 2006 | 5 Books for Children (Audio - 2 Discuri)          | - 2 Discuri audio (USA) - Lansat: 13 octombrie, 2006 - Editura: Callaway/Puffin Audiobooks - Autor: Read by Madonna - Ilustrații: Stacy Peterson | - Primele cinci cărți pentru copii citite de Madonna pe două discuri. |  |
| 2006 | Trandafirii englezești - Too Good to be True      | - Lansat: 26 octombrie 2006 - Editura: Callaway/Puffin - Autor: Madonna - Ilustrații: Stacy Peterson                                             | - Continuare pentru prima carte din seria Trandafirii englezești |  |
| 2007 | Trandafirii englezești - Friends for Life!        | - Lansat: 13 septembrie 2007 - Editura: Puffin - Autor: Madonna - Ilustrații: Jeffrey Fulvimari                                                  | - Cartea I din noua serie a colecției Trandafirii englezești |  |
| 2007 | Trandafirii englezești - Good-Bye, Grace?         | - Lansat: 13 septembrie 2007 - Editura: Puffin - Autor: Madonna - Ilustrații: Jeffrey Fulvimari                                                  | - Cartea a II-a din noua serie a colecției Trandafirii englezești |  |
| 2007 | Trandafirii englezești - the New Girl             | - Lansat: 13 septembrie 2007 - Editura: Puffin - Autor: Madonna - Ilustrații: Jeffrey Fulvimari                                                  | - Cartea a III-a din noua serie a colecției Trandafirii englezești |  |
| 2007 | Trandafirii englezești - A Rose by Any Other Name | - Lansat: 13 septembrie 2007 - Editura: Puffin - Autor: Madonna - Ilustrații: Jeffrey Fulvimari                                                  | - Cartea a IV-a din noua serie a colecției Trandafirii englezești |  |
| 2008 | Trandafirii englezești - Big-Sister Blues         | - Lansat: 29 mai 2008 - Editura: Puffin - Autor: Madonna - Ilustrații: Jeffrey Fulvimari                                                         | - Cartea a V-a din noua serie a colecției Trandafirii englezești |  |
| 2008 | Trandafirii englezești - A Rose by Any Other Name | - Lansat: 17 iulie 2008 - Editura: Puffin - Autor: Madonna - Ilustrații: Jeffrey Fulvimari                                                       | - Cartea a VI-a din noua serie a colecției Trandafirii englezești |  |
| 2008 | Trandafirii englezești - Hooray for the Holidays  | - Lansat: 11 septembrie 2008 - Editura: Puffin - Autor: Madonna - Ilustrații: Jeffrey Fulvimari                                                  | - Cartea a VII-a din noua serie a colecției Trandafirii englezești |  |
| 2008 | Trandafirii englezești - A Perfect Pair           | - Lansat: 28 decembrie 2008 - Editura: Puffin - Autor: Madonna - Ilustrații: Jeffrey Fulvimari                                                   | - Cartea a VIII-a din noua serie a colecției Trandafirii englezești |  |
| 2009 | The English Roses: Runway Rose                    | - Lansat: 16 aprilie 2009 - Editura: Puffin - Autor: Madonna - Ilustrații: Jeffrey Fulvimari                                                     | - Cartea a IX-a din noua serie a colecției Trandafirii englezești |  |
| 2009 | The English Roses: Ready, set, vote!              | - Lansat: 9 iulie 2009 - Editura: Puffin - Autor: Madonna - Ilustrații: Jeffrey Fulvimari                                                        | - Cartea a X-a din noua serie a colecției Trandafirii englezești |  |
| 2009 | 'The English Roses: American Dreams               | - Lansat: 15 octombrie 2009 - Editura: Puffin - Autor: Madonna - Ilustrații: Jeffrey Fulvimari                                                   | - Cartea a XI-a din noua serie a colecției Trandafirii englezești |  |
| 2009 | The English Roses: Catch the Bouquet!             | - Lansat: 24 decembrie 2009/2010 - Editura: Puffin - Autor: Madonna - Ilustrații: Jeffrey Fulvimari                                              | - Cartea a XII-a din noua serie a colecției Trandafirii englezești |  |